# Tzacas
Tzacas (en griego: Τζαχᾶς, en turco: Çaka Bey) fue un jefe militar de los turcos selyúcidas del siglo XI que gobernó un Estado independiente con capital en Esmirna. Originalmente al servicio de los bizantinos, se rebeló y tomó Esmirna, muchos de los territorios costeros del mar Egeo en Asia Menor y las islas cercanas a la costa en 1088-91. Fue el principal enemigo turco del Imperio bizantino durante el reinado de Alejo I Comneno.
En el apogeo de su poder, se declaró emperador bizantino e intentó asaltar Constantinopla aliado a los pechenegos. En el 1092, una expedición naval bizantina mandada por Juan Ducas le infligió una gran derrota y retomó Lesbos, mientras que al año siguiente fue muerto a traición por su yerno Kilij Arslan I. Los bizantinos recuperaron Esmirna y el resto del antiguo señorío de Tzacas algunos años después, en torno al 1097.

## Orígenes y periodo al servicio de los bizantinos
Muy poco se sabe sobre su vida, y buena parte proviene de una única fuente, la Alexiada de la princesa bizantina Ana Comneno, hija del emperador Alejo I Comneno (1081-1118). También se lo menciona en el Danishmendname del siglo XIII, pero esta no es una fuente muy fiable, debido a naturaleza semilegendaria de su contenido. Según la Alexiada, Tzacas fue originalmente un batidor, que fue hecho prisionero por los bizantinos durante el reinado de Nicéforo III Botaniates (1078-1081). Entró al servicio de los bizantinos, ascendió rápidamente en el escalafón militar gracias al favor imperial y recibió el título de protonobilíssimo y ricos presentes. Pero, cuando Alejo I Comneno depuso a Botaniates en el 1081, Tzacas perdió su posición y huyó del Imperio bizantino. Tzacas devino uno de los varios emires turcos semiindependientes que dominaban territorios en la península anatólica.

## Conquistas en el Egeo oriental
Aproximadamente a partir del 1088, utilizó su base en Esmirna para lanzar incursiones contra los bizantinos. Empleando artesanos cristianos, construyó una flota de una cuarenta naves, con la cual capturó Focea, Clazómenas y las islas egeas orientales de Lesbos (excepto la fortaleza de Metimna), Samos, Quíos y Rodas. En una de sus correrías, arrasó las defensas de Adramitio.
Se envió una flota bizantina al mando de Nicetas Castamonites contra él, pero Tzacas la venció en batalla en el 1090. Algunos historiadores modernos sugieren que sus actividades durante este periodo pueden haber estado coordinadas con las de dos rebeldes griegos bizantinos contemporáneos, Rapsomates en Chipre y Carices en Creta. Estos se alzaron contra el emperador en el 1092 —mismo año en el que Tzacas se arrogó el título— por los onerosos impuestos que les imponía el Gobierno imperial.

## Reveses y planes de conquista de Constantinopla
En 1090-1091, los bizantinos acaudillados por el duque Constantino Dalaseno recuperaron Quíos. Irreductible, Tzacas reconstituyó sus fuerzas y reanudó sus ataques, proclamándose incluso emperador (basileos) en 1092 y buscando concluir una alianza contra Alejo I con los pechenegos de Tracia, para realizar con ellos un ataque simultáneo contra Constantinopla. Entre los aliados de Tzacas en esta empresa se contaba también el Abu'l Qasim, sucesor de Suleiman ibn Kutalmish, sultán de Rum, que deseaba expandirse hacia el oeste y apoderarse de Nicomedia. Alejo, pese a su debilidad militar, logró obtener la ayuda de los cumanos y desbaratar el plan al aplastar por completo a los pechenegos en la batalla de Levounion el 29 de abril de 1091. Tzacas no logró intervenir a tiempo con la flota para evitar el desastre de sus aliados.
En el 1092, Dalaseno y el nuevo megaduque, Juan Ducas —hermano de la emperatriz—, fueron enviados contra Tzacas y atacaron la fortaleza de Mitilene, en Lesbos. Tzacas resistió tres meses, pero finalmente tuvo que negociar la rendición de la plaza. Mientras retornaba a Esmirna, Dalaseno atacó a la flota turca, que fue casi destruida. Los bizantinos recuperaron Samos y otras de las islas perdidas a manos de Tzacas, pero no lograron derrotarlo definitivamente.

## Ataque a Abido y asesinato
En la primavera del 1093, Tzacas atacó el puerto de Abido, en el mar de Mármara. Alejo I solicitó la ayuda del sultán de los turcos selyúcidas Kilij Arslan I (1092-1107), que estaba casado con la hija de Tzacas y era por tanto su yerno, para atacarlo por la retaguardia. Alejo convenció al nuevo sultán haciendo hincapié en la amenaza que el emir suponía para él. El sultán avanzó hacia Abido, donde, empleando el pretexto de invitar a su suegro a un banquete, lo asesinó. Hacia el 1097, otro «Tzacas» —posiblemente hijo del Tzacas original— se menciona como señor de Esmirna, cuando el ejército bizantino al mando de Juan Ducas retomó la ciudad.